# ADMR
Le réseau ADMR (Aide à domicile en milieu rural) est un réseau associatif de services à la personne. Fondé en 1945, il intervient en France de la naissance à la fin de vie, dans quatre domaines : autonomie, services de confort à domicile, famille et santé.
Il est constitué de 2 700 associations locales autonomes qui interviennent sur un territoire déterminé. Des équipes de bénévoles et de salariés détectent les besoins des populations locales, créent et font fonctionner les services à destination des clients. Ces associations sont regroupées en fédérations départementales, elles-mêmes représentées par l'Union nationale ADMR au niveau national.
Le réseau ADMR est membre de l'Union nationale des associations familiales (Unaf), au sein des « mouvements de type éducatif ou professionnel ».

## Historique

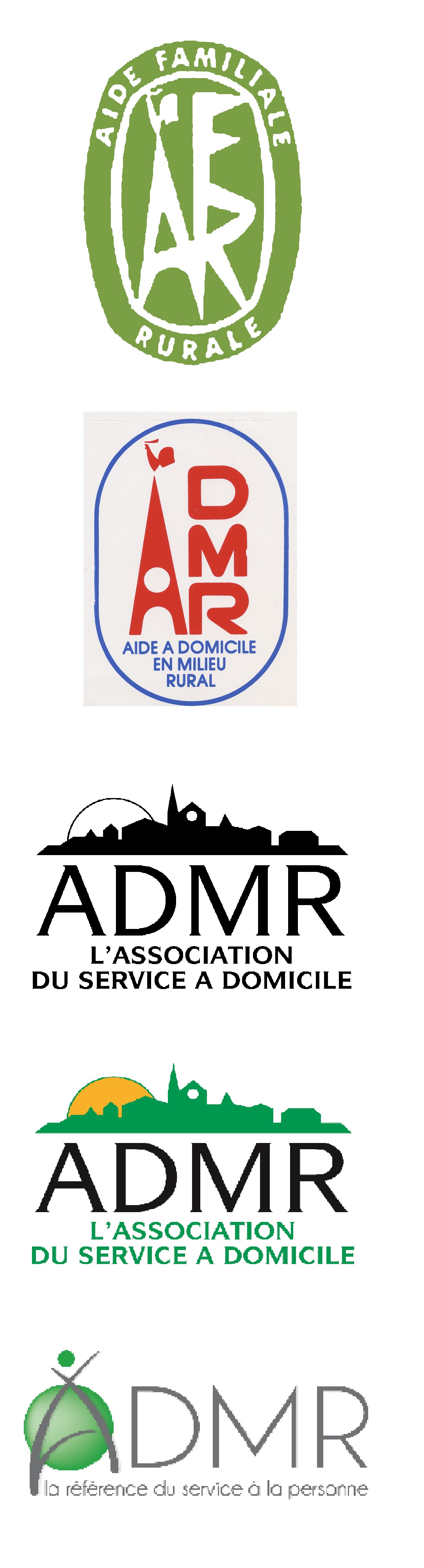
Logos de l'ADMR

La création du réseau survient après la Seconde Guerre mondiale par la création de l’aide familiale rurale. Dès l’origine, l’objectif de ce service est double : aider les uns dans les tâches quotidiennes, créer des emplois de proximité pour retenir les autres. Le sigle ADMR (Aide à domicile en milieu rural) est adopté en 1976. Afin de permettre un meilleur développement en milieu urbain, le nom Aide à domicile en milieu rural est abandonné en 1998, au profit du seul sigle ADMR.
Le réseau comprend les associations locales, les 92 fédérations départementales et l'Union nationale. Il est membre de l'Union nationale des associations familiales (Unaf), au sein des « mouvements de type éducatif ou professionnel ».

## Vie du réseau
Dans un contexte général de réduction des subventions par les départements certaines fédérations départementales connaissent des difficultés financières, en particulier celle du Finistère qui est contrainte de cesser ses activités en 2012. L'activité des associations finistériennes est en revanche maintenue.
En 2013, une nouvelle convention est signée avec la Caisse nationale de solidarité pour l’autonomie (CNSA), qui apporte son soutien au réseau autour de quatre axes : gestion des ressources humaines, démarche qualité, centre de gestion et système d’information.
En 2014, l'Union nationale ADMR lance une offre d’habitat avec services “Habiter Autrement ADMR”. Le réseau signe la charte Monalisa (Mobilisation nationale de lutte contre l’isolement des âgées).
L’ADMR fête ses 70 ans lors du forum de Saint-Étienne, les 19 et 20 novembre, réunissant 2 100 bénévoles et salariés. L'ADMR lance son CAP 2016-2020, autour de cinq axes : renforcement du sentiment d’appartenance à l’ADMR, le développement de l’innovation, la promotion des métiers, l’optimisation du modèle social et économique, et la valorisation des projets. Cette même année, l’Union nationale se voit remettre son certificat ISO 9001, devenant ainsi la première fédération nationale du secteur à obtenir cette certification.

## Domaines d'intervention
L'ADMR intervient dans quatre grands domaines :
- l'autonomie
il s’agit de services spécialisés pour les personnes âgées, les personnes en situation de handicap, ou de retour d’hospitalisation. Ces services incluent l’aide et l’accompagnement à domicile, la garde à domicile de jour et de nuit, la visite de nuit à la carte, le coucher tardif, le transport accompagné, l’aide à la mobilité, l’aide aux aidants, l’aide au répit, les services pour personnes en situation de handicap (services à domicile, service d'accompagnement médico-social pour adultes handicapés (SAMSAH), service d’accompagnement à la vie sociale (SAVS)…), l’assistance administrative à domicile, la livraison de repas à domicile, la téléassistance (via la marque Filien ADMR), les structures d’hébergement…
- les services de confort à domicile
il s’agit de services accessibles à tous, qui améliorent la vie quotidienne des personnes. Ces services incluent le ménage, le repassage, de petits travaux de jardinage ou de bricolage, l'assistance administrative à domicile…
- la famille
garde d'enfant à domicile ou en accueil collectif (crèche, micro-crèche, jardin d’enfants, halte-garderie, accueil de loisirs et périscolaire), le soutien aux familles et l'action socio-éducative par les techniciens de l'intervention sociale et familiale (TISF)…
- la santé
services de soins infirmiers à domicile : service de soins infirmiers à domicile (SSIAD), centres de soins infirmiers (CSI), hospitalisation à domicile (Hospitalisation à domicile (HAD), équipes spécialisées Alzheimer…

Le fonctionnement des associations s'établit sur la base d'une relation tripartite : le client est associé à la définition du service qui lui sera rendu ; le bénévole de l'association conçoit l'offre de services ; le professionnel réalise la prestation. 
En 2018, l'ADMR compte 720 000 clients sur l'ensemble de la France.